# Christian Fernández Salas
Christian Fernández Salas (Santander, 15 oktober 1985) - alias Christian - is een Spaans voormalig voetballer die doorgaans als verdediger speelde. Hij verruilde Las Palmas in juli 2016 transfervrij voor Real Oviedo. 

## Clubcarrière
Christian begon zijn carrière bij Racing Santander waar hij vanuit de jeugd doorstroomde naar het eerste team. Op 7 januari 2007 maakte hij tegen Levante zijn debuut. In dat seizoen speelde hij in totaal negen competitiewedstrijden. Op 1 april 2007 maakte hij tegen Athletic Bilbao zijn eerste doelpunt. In 2008 werd hij uitgeleend aan Las Palmas waar hij in drieëntwintig competitiewedstrijden vier doelpunten maakte. In het seizoen 2009-2010 speelde hij in negenentwintig wedstrijden voor Racing Santander waarin hij twee doelpunten maakte. Na de komst van Domingo Cisma González begon Christian's speeltijd echter af te nemen. Na de degradatie van Santander in 2012 tekende Christian bij Almería. Op 29 december 2013 verliet hij Almería waarna hij op 7 februari 2014 bij het Amerikaanse DC United tekende. Op 9 maart 2014 maakte hij tegen Columbus Crew zijn debuut voor de club uit de Amerikaanse hoofdstad. Op 6 juli 2014 keerde Christian terug naar zijn geboorteland, waar hij tekende hij Las Palmas.